# ガルダイタス
ガルダイタス (Gardaitis)とは、リトアニアの神話に登場する神。風と嵐を司り、船乗り達からは守護神として崇拝されている。

## 概要
T. ナルブット (en) は、いくつかの年代記からこの神についての記述を引用して説明している。それによれば、ガルダイタスは海に住む巨大な怪物の姿をしているという。そして人々はガルダイタスに生贄として魚を捧げるという。